# Faith Leech
Faith Leech (Bendigo, 31 marzo 1941 – Bendigo, 14 settembre 2013) è stata una nuotatrice australiana.
Specializzata nello stile libero, ha vinto due medaglie ai Giochi olimpici di Melbourne 1956: l'oro nella staffetta 4x100 m sl e il bronzo nei 100 m sl.
È stata primatista mondiale della staffetta 4x100 m sl.

## Palmarès
- Olimpiadi
  - Melbourne 1956: oro nella staffetta 4x100 m sl e bronzo nei 100 m sl.